# Zsadány
Zsadány é um município da Hungria, situado no condado de Békés. Tem 65,84 km² de área e sua população em 2015 foi estimada em 1.726 habitantes.